# CUS Enna
CUS Enna è stata la società polisportiva dell'Università di Enna, membro del Centro Universitario Sportivo Italiano.
Il Centro Universitario Sportivo dell’Università Kore di Enna assiste gli studenti nella pratica sportiva dilettantistica e nella partecipazione alle manifestazioni sportive universitarie nazionali e internazionali, in collaborazione con il CONI e il coordinamento nazionale dei centri sportivi CUSI.